# Lamar (Nebraska)
Lamar è un comune degli Stati Uniti d'America, situato nello Stato del Nebraska, nella contea di Chase.